# 霍尔瓦泰尔泰伦德
霍尔瓦泰尔泰伦德，是匈牙利巴兰尼亚州所辖的一个村。总面积5.36平方公里，总人口82，人口密度15.3人/平方公里（2011年1月1日）。